# Timothy J. Sexton
Timothy J. Sexton (* 6. November 1959) ist ein US-amerikanischer Drehbuchautor und Fernsehproduzent, der durch Kinofilme wie Children of Men, Libertador oder Cesar Chavez international bekannt wurde.

## Leben und Karriere
Timothy J. Sexton, Jahrgang 1959, arbeitete zuerst als Journalist in St. Louis, bevor er nach Los Angeles kam, um dort als Drehbuchautor Fuß zu fassen. Seit dem Jahr 2000 ist Sexton im Filmgeschäft als Drehbuchautor tätig. Sein Durchbruch gelang ihm mit verschiedenen Drehbüchern zu Fernsehfilmen zu Beginn der 2000er Jahre wie Die Jazz Connection mit Andy García für Regisseur Joseph Sargent oder Mick Jacksons Kriegsdrama Live aus Bagdad mit Michael Keaton und Helena Bonham Carter. 2006 entstand für Edward James Olmos das Drehbuch zum Fernsehfilm Walkout – Aufstand in L.A. neben anderen Autorenkollegen auch aus seiner Feder. Nach Aufenthalten in Mexiko-Stadt und Venezuela, Sexton spricht fließend Spanisch, kam er mit neuen Drehbuchentwürfen zurück.
Für Alfonso Cuaróns Science-Fiction-Drama Children of Men mit Clive Owen in der Hauptrolle erhielt er 2007 zusammen mit Cuarón, Mark Fergus, David Arata und Hawk Ostby eine Oscar-Nominierung in der Kategorie Bestes adaptiertes Drehbuch. 2013 schrieb er die endgültige Drehbuchfassung für die Kinoproduktion Libertador von Regisseur Alberto Arvelo, die er in Venezuela begonnen hatte. 2014 verfasste er zusammen mit seinem Autorenkollegen Keir Pearson das Drehbuch für Diego Lunas Biografiedrama Cesar Chavez.
2015 engagierte sich Sexton bei zehn Folgen als Drehbuchautor für die US-amerikanische Fernsehserie Chicago P.D., ein Ableger der Serie Chicago Fire.
Neben seiner Tätigkeit als Drehbuchautor arbeitet Timothy J. Sexton seit 2014 auch als Fernsehproduzent für Serien wie The Lottery oder Chicago P.D.

## Auszeichnungen
- 2007: Oscar-Nominierung in der Kategorie Bestes adaptiertes Drehbuch bei der Verleihung 2007 für Children of Men zusammen mit Alfonso Cuarón, Hawk Ostby, Mark Fergus und David Arata

## Filmografie

### Kino
als Drehbuchautor
- 2006: Children of Men
- 2013: Libertador
- 2014: Cesar Chavez

### Fernsehen
als Drehbuchautor
- 2000: Die Jazz Connection (For Love or Country: The Arturo Sandoval Story) (Fernsehfilm)
- 2001: Boykott (Boycott) (Fernsehfilm)
- 2002: Live aus Bagdad (Live from Baghdad) (Fernsehfilm)
- 2006: Walkout – Aufstand in L.A. (Walkout) (Fernsehfilm)
- seit 2015: Chicago P.D. (Fernsehserie, 10 Episoden)

### Kurz- und Dokumentarfilme
als Drehbuchautor
- 2009: Art & Copy (Dokumentarfilm)
- 2012: Ghost Recon: Alpha (Kurzfilm)

### Fernsehen
als Produzent
- 2014: The Lottery (Fernsehserie, 2 Episoden)
- seit 2015: Chicago P.D. (Fernsehserie)